# Guy Van Nueten
Guy Van Nueten (Turnhout, 25 de julio de 1965) es un compositor, pianista y productor belga.

## Biografía
Guy Van Nueten empezó a tocar el piano a los cinco años y su madre lo apuntó a una escuela de música de su localidad. Como consecuencia de ello, Van Nueten aprendió a leer las notas musicales antes que las letras del alfabeto. En torno a los quince años de edad empezó a interesarse por la música pop y rock y, tras completar sus estudios de matemáticas financieras, se volcó por completo en su carrera musical. Poco después montó The Sands, banda de rock alternativo cuyo álbum homónimo de debut produjo Bill Janovitz, del grupo norteamericano Buffalo Tom, y publicó en todo el mundo Universal. El grupo giró por toda Europa con, entre otros, John Cale. 
En torno a 1998, Van Nueten sintió la necesidad de cambiar de rumbo musical y se matriculó en clases de composición y armonía en el conservatorio, donde tuvo como tutor al prestigioso pedagogo Jacques De Tiège. Sobre esa etapa, Van Nueten diría más tarde: “Antes jugaba el piano conmigo, ahora juego yo con el piano”.
También ha escrito música para directores de cine, dramaturgos y coreógrafos. Van Nueten ha trabajado con algunas de las mejores compañías de teatro del Benelux, como Toneelhuis, Toneelgroep Amsterdam, Les Ballets C de la B, deFilharmonie y HETPALEIS, para la que compuso en 2005 el musical Soepkinders, galardonado con el Premio de la Música de Flandes. Entre sus trabajos cinematográficos se cuentan obras para los directores Koen Mortier (en la película Ex Drummer) y Alex Stockman (en las películas Eva, de 2006, galardonada en el Festival Internacional de Cine de Venecia y Pulsar, de 2012, con, entre otros, Matthias Schoenaerts). 
Como intérprete o arreglista ha participado en discos de dEUS, Admiral Freebee, Zita Swoon, Magnus, Tim Vanhamel y DAAN.
En otoño de 2009, Van Nueten publicó Merg, un álbum en solitario de música clásica moderna con influencias del barroco y de su ídolo Johann Sebastian Bach, el cual incluía temas con títulos como Adagio niet in B, Agressie Var.1 e Impro De Vrucht. En 2013 apareció su siguiente álbum, Pacman. Con la publicación de Contact, en 2018, completó lo que se conoce como la trilogía Pacman.
En otoño de 2019 vio la luz el EP Night Has Come, tres temas de la banda sonora de la película Night Has Come de Peter Van Goethem. Durante 2020 siguieron los EP As Played By y Wired, que forman parte de Decent Music, recopilación de la obra del compositor para teatro, cine y danza entre 2000 y 2020.

## Discography
The Sands:
- The Sands (Megadisc/MCA, 1995)
- …and Other True Stories (Megadisc/MCA, 1996)

Tom Barman & Guy Van Nueten:
- Live (Universal, 2003 - BEL (FL) #11)[7]

Guy Van Nueten & Steve Dugardin:
- Bâche (Bolli/Lowlands, 2004)

Guy Van Nueten:
- Merg (Bolli/62TV, 2009)
- Pacman (Bolli, 2013)
- Music for a Small Orchestra (Bolli, 2015)
- Contact (Bolli/Sony Classical, 2018)
- Night Has Come (banda sonora, EP) (Bolli, 2019)
- As Played By (EP) (Bolli, 2020)
- Wired (EP) (Bolli, 2020)
- Pulsar (banda sonora, EP) (Bolli, 2021)
- Empty Pages (EP) (Bolli, 2021)